# Moritz Cantor
|  | No s'ha de confondre amb Georg Cantor. |

Moritz Cantor (alemany: Moritz Benedikt Cantor)  (Mannheim, 23 d'agost de 1829 - Heidelberg, 10 d'abril de 1920) va ser un matemàtic alemany, conegut per haver estat un gran estudiós de la història de les matemàtiques.

## Biografia
Cantor va ser educat amb tutors privats i, després d'acabar els estudis secundaris al Gymnasium (Institut) de Mannheim, va ingressar a la universitat de Göttingen on va ser alumne de Gauss, Weber i Stern. També va estar un temps estudiant a la universitat de Berlín on es va interessar especialment per les classes de Dirichlet. Així i tot, va llegir la seva tesi doctoral (1851) a la universitat de Heidelberg. Dos anys després va llegir la seva tesi d'habilitació a la mateixa universitat, de la que va ser professor la resta de la seva vida.
El 1857 va publicar un article sobre l'obra dels matemàtics del segle xvi Petrus Ramus, Michael Stifel i Girolamo Cardano; i poc temps després va viatjar a París, on va conèixer Michel Chasles qui havia publicat una història de la geometria que havia tingut cert ressò en els cercles acadèmics, com també el va tenir el seu article. Això el va decidir a dedicar-se al estudi de la història de les matemàtiques.
A partir dels anys 1860 ja només va publicar articles sobre història de les matemàtiques. El primer volum de la seva gran obra, Vorlesungen über Geschichte Der Mathematik (Estudis sobre la Història de les Matemàtiques, va aparèixer el 1880. En ella, no solament estudiava les aportacions a la ciència matemàtica dels diferents autors, sinó que, a més, incardinava els seus avenços en les cultures en què havien tingut lloc, ja fossin babilonis, egipcis, grecs o àrabs. Aquest primer volum cobria des dels temps antics fins al 1200.
El segon volum, que cobria el període de 1200 a 1688 (fins a Newton i Leibniz), va ser publicat el 1892 i entre els anys 1894 i 1898 es van publicar les parts successives del tercer volum, que arribava fins al 1758 (l'època de just anterior a Lagrange). En acabar aquest tercer volum, Cantor ja tenia 69 anys i el quart volum (fins al 1799, data de la tesi doctoral de Gauss), va ser encarregat a nou matemàtics diferents que van treballar sota la direcció de Cantor com a editor en cap: V. Bobynin, A. von Braunmühl, F. Cajori, S. Günther, V. Kommerell, G. Loria, E. Netto, G. Vivanti, C. R. Wallner.

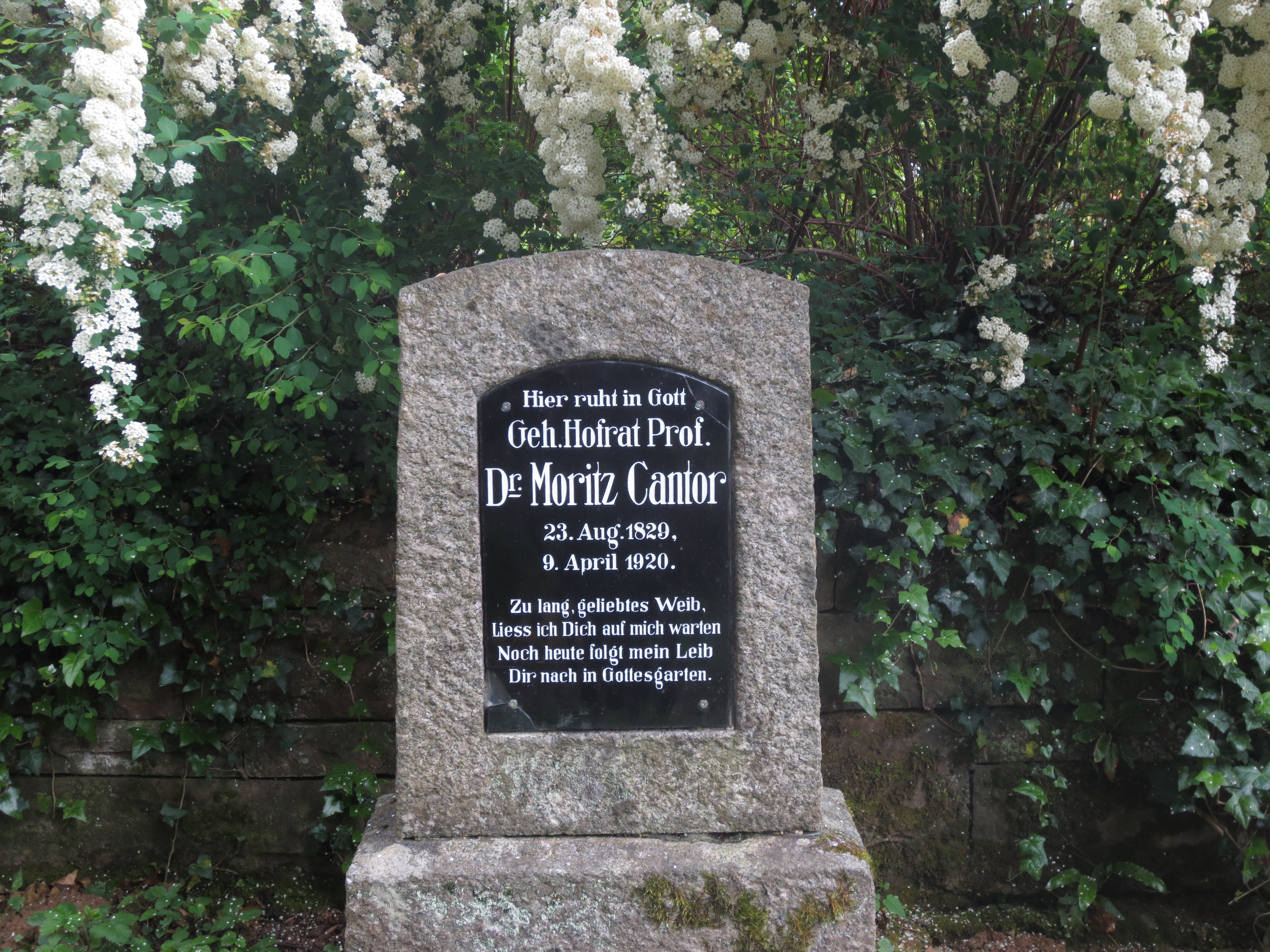
La seva làpida al cementiri Bergfriedhof de Heidelberg: Massa temps, estimada esposa, / vaig deixar que m'esperessis, / ara et segueix el meu cos, / després de tu, al jardí de Déu.

Moritz Cantor va ser la figura clau en el naixement de la Història de les Matemàtiques com a disciplina acadèmica i va ser l'inspirador de tota la recerca posterior en aquest camp. A més, va ser co-editor de la revista Zeitschrift für Mathematik und Physik, fundada i editada per Oskar Schlömilch, per a tots els temes històrics.
Cantor va passar els darrers anys de la seva vida gairebé cec i va morir tres dies després del seu propi fill.